# Kim Tubong

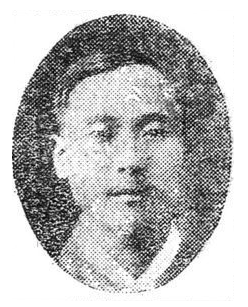
Kim Tubong in 1919

Kim Tubong of Kim Du Bong (Busan, 16 maart 1886 - Noord-Korea, waarschijnlijk 1958) was een Noord-Koreaans staatshoofd en politicus.
Kim Tubong nam in 1919 deel aan de anti-Japanse Samil-beweging, die demonstreerde voor een onafhankelijk Korea. Nadat de Samil-beweging was verboden, vluchtte Kim naar Shanghai. In China nam hij deel aan de Lange Mars van Mao Zedong en de Chinese communisten. Daarna maakte hij deel uit van de anti-Japanse guerrilla's die vanuit het buitenland opereerden.
In augustus 1942 richtte Kim de Koreaanse Onafhankelijkheids Liga en na de Japanse capitulatie (september 1945) de Nieuwe Democratische Partij. Deze laatste partij ging eind 1945 een fusie aan met de Koreaanse Communistische Partij, waarna de Koreaanse Arbeiderspartij ontstond. Op 28 augustus 1946 aanvaardde Kim Tubong samen met Kim Il-sung het voorzitterschap van de Noord-Koreaanse Arbeiderspartij. 
Van 1947 tot 1948 was hij voorzitter van het Voorlopige Volkscomité.
Nadat de Democratische Volksrepubliek Korea (Noord-Korea) in 1948 was uitgeroepen werd Kim Tubong lid van het Politbureau van de Koreaanse Arbeiderspartij en lid van het universiteitsbestuur van de Kim Il-sung Universiteit van Pyongyang. Van 1948 tot 1957 was hij voorzitter van het Presidium van de Opperste Volksvergadering (dat wil zeggen staatshoofd). In 1957 volgde Choi Jong Kun hem op als staatshoofd. 
Toen Kim Tubong en diens aanhangers in 1958 collectief leiderschap voor Noord-Korea bepleitten, werd Kim opgepakt. Waarschijnlijk werd hij nog in datzelfde jaar terechtgesteld.